# Куперс Плејнс (Њујорк)
Куперс Плејнс (енгл. Coopers Plains) насељено је место без административног статуса у америчкој савезној држави Њујорк.

## Демографија
По попису из 2010. године број становника је 598.
| Група             | 2000.    | 2010.       |
| Белци             | 0 (0,0%) | 575 (96,2%) |
| Афроамериканци    | 0 (0,0%) | 7 (1,2%)    |
| Азијати           | 0 (0,0%) | 0 (0,0%)    |
| Хиспаноамериканци | 0 (0,0%) | 7 (1,2%)    |
| Укупно            | 0        | 598         |